# Лишний багаж
«Лишний багаж» (англ. Excess Baggage) — американская криминальная комедия 1997 года Марко Брамбилла с Алисией Сильверстоун, Бенисио Дель Торо и Кристофером Уокеном в главных ролях. Фильм продюсировала сама Сильверстоун через свою компанию First Kiss.

## Сюжет
Эмили Хоуп — дочь богатого влиятельного отца, связанного с некими криминальными делами. Мать Эмили умерла, когда та была ещё совсем маленькой. Девочка выросла с одним отцом, однако никогда не чувствовала его любви. Эмили инсценирует своё собственное похищение, чтобы привлечь внимание своего отца. Она связывает себя и прячется на парковке в багажнике своего BMW 850i. Неожиданно именно на эту машину обращает внимание угонщик Винсент.
Доставив машину на склад, Винсент обнаруживает в багажнике её хозяйку. Угонщик советуется со своим сообщником Грэгом. Хотя Эмили видела лица преступников, она не знает, где находится их склад, поэтому Грэг советует просто отпустить её, только перед этим отвезти подальше в лес. Винсент так и поступает. На обратном пути, остановившись в забегаловке, из новостей по телевизору он узнаёт, что их склад сгорел, а полиция уже нашла останки машины Эмили. Винсент беспокоится, что теперь на него повесят похищение. Он возвращается за девушкой, чтобы вернуть её домой. Эмили же начинает дурачиться, так как возвращаться к отцу не собирается.
Эмили имеет натянутые отношения с отцом, но у неё сложились хорошие отношения с отцовским компаньоном по бизнесу Рэймондом Перкинсом или «Дядей Рэем». Рэймонд отправляется в самостоятельные поиски Эмили. От официантки в кафе, что находится рядом со сгоревшим складом, он узнаёт о Винсенте. Далее он наведывается к нему домой. Винсент отвозит Рэймонда в мотель, в котором ранее оставил девушку.
Эмили не собирается возвращаться домой и снова сбегает, но уже в компании Винсента. Тот попал в затруднительную ситуацию, так как Рэймонд забрал его сумку с деньгами. В сумке было 200 000 долларов, которые Винсент и Грэг должны были одним бандитам. Эти бандиты приходят за своими деньгами и похищают Винсента, Грэга и Эмили. Поняв, что у них девушка из телевизора, которую сейчас все ищут, они требуют за неё 1 000 000 долларов. Отец Эмили не знает, как к этому относиться, так как непонятно, настоящее ли это похищение или какая-то очередная игра Эмили.
Винсент забирает свою сумку с деньгами у Рэймонда и планирует сам выкупить Эмили, хотя его денег для этого не хватает. На сделку с бандитами вместе с Винсентом отправляется и Рэймонд. Вместе им удаётся обезвредить бандитов. Эмили звонит домой и сообщает, где они находятся. На место приезжает полиция и задерживает похитителей. Рэймонд отвозит Эмили домой. Её отношения с отцом не претерпевают изменений и остаются такими же холодными. Девушка планирует покинуть отцовский дом и отправиться в путешествие с Винсентом.

## В ролях
- Алисия Сильверстоун — Эмили Хоуп
- Бенисио Дель Торо — Винсент Рош
- Кристофер Уокен — Рэймонд «Дядя Рэй» Перкинс
- Джек Томпсон — Александр Хоуп
- Гарри Конник — Грэг Кистлер
- Николас Туртурро — Стик
- Майкл Боуэн — Гас
- Лиленд Орсер — детектив Бернаби
- Роберт Уизден — детектив Симс
- Салли Кёркленд — Луиза Дусетт

## Приём
Фильм провалился в прокате, собрав $14,5 миллионов при бюджете в 20. Критики сочли фильм посредственным. На сайте Rotten Tomatoes рейтинг «свежести» фильма составляет 32 %, на Metacritic — 34 балла из 100. Тем не менее, игра Дель Торо была встречена положительно, а некоторые отмечали и саму Сильверстоун. За роль в этом фильме Алисия получила номинацию на «Золотой малине» в категории «Худшая актриса».
Фильм был продюсерским проектом Алисии Сильверстоун и вышел через два месяца после провального «Бэтмена и Робина», где Алисия играла Бэтгёрл. Попутно в это время актрису начали критиковать в прессе из-за набора веса. Всё это негативно отразилось на карьере Сильверстоун.